# Neuroticfish
Neuroticfish ist ein deutsches Future-Pop-Projekt von Sascha Mario Klein.

## Geschichte
Das Projekt wurde in den frühen 1990er Jahren ins Leben gerufen. Die musikalischen Vorbilder waren Gruppen wie Skinny Puppy, Nine Inch Nails und Depeche Mode.
1999 erschien ein erster Tonträger. Ab 2002 war Neuroticfish beim Label Strange Ways unter Vertrag.
2005 wurde Henning Verlage festes Bandmitglied, nachdem er Klein seit 2001 als Live-Keyboarder, Co-Produzent und Remixer zur Seite gestanden hatte.
Nach einem letzten gemeinsamen Auftritt am 11. Mai 2008 auf dem Wave-Gotik-Treffen in Leipzig wurde das Projekt aufgelöst.
Am 20. Juli 2012 kündigte Klein auf der offiziellen Neuroticfish-Seite an, dass die Arbeiten an einem neuen Album begonnen haben.
Am 22. März 2013 gaben Neuroticfish in der Matrix in Bochum, Germany, mit ihrem „Sign of life“ Konzert ihr lange erwartetes Comeback. Zu Promotionzwecken wurde die „Limited Behaviour EP“ in einer Stückzahl von 100 Stück aufgelegt. Sie beinhaltet drei neue Stücke und einen Remix von „I don't need the city“.
Am 27. März 2015 erschien das vierte Studio-Album „A Sign Of Life“ auf ihrem eigenen Label NOR (Non Ordinary Records).
Am 15. Dezember 2023 erschien das fünfte Studio-Album "The Demystification Of The Human Heart".

## Diskografie

### Studioalben
- 1999: No Instruments, CD
- 2000: No Instruments (Second Edition), CD
- 2002: Les Chansons Neurotiques, CD
- 2005: Gelb, CD
- 2015: A Sign of Life, CD
- 2018: Antidoron, CD
- 2023: The Demystification Of The Human Heart, CD

### Kompilationen und Sonstiges
- 2000: M.F.A.P.L., CDS
- 2000: Velocity N1, CDS
- 2001: WakeMeUp, CDEP
- 2001: Sushi, Singles Collection (nur U.S.A.)
- 2002: Prostitute, CDS
- 2003: Need / It’s Not Me, CDEP
- 2003: Surimi, Singles Collection
- 2004: Bomb, CDEP
- 2008: A Greater Good – Neuroticfish 1998–2008, Best-Of CD
- 2013: Limited Behaviour EP – limited to 100 copies, exclusively sold on their concert at the Matrix in Bochum, Germany (March 2013)
- 2014: Silence EP
- 2016: Agony EP
- 2019: Fluchtreflex EP
- 2022: Velocity N20 EP